# بيل فلويد
بيل فلويد (بالإنجليزية: Bill Floyd)‏ هو لاعب كرة قدم بريطاني، (و. 1885  م). لعب مع نادي غاينسبورو ترينيتي.